# Крістіан Ґренборґ
Крістіан Ґренборґ (дан. Christian Grønborg, 29 червня 1962) — данський яхтсмен.
Олімпійський чемпіон 1988 року в класі Летючий голандець.